# Phyllachora ipirangae
Phyllachora ipirangae är en svampart som beskrevs av Speg. 1908. Phyllachora ipirangae ingår i släktet Phyllachora och familjen Phyllachoraceae.   Inga underarter finns listade i Catalogue of Life.